# Чизер (Тревизо)
Чизер је насеље у Италији у округу Тревизо, региону Венето.
Према процени из 2011. у насељу је живело 31 становника. Насеље се налази на надморској висини од 440 м.